# تاريخ الاعتلال النفسي
لقد صاغ الأطباء النفسيون الألمان الاعتلال النفسي الناتج عن الأمراض النفسية (الروح أو العقل) والمرض (المعاناة أو المرض) في القرن التاسع عشر، وكان يعني في الأصل ما يُطلق عليه اليوم الاضطراب العقلي، والذي لا تزال دراسته تُعرف باسم علم الاضطراب النفسي. بحلول نهاية القرن، أشارت عبارة "الدونية السيكوباتية" إلى نوع الاضطراب العقلي الذي يمكن أن يُطلق عليه الآن اضطراب الشخصية، إلى جانب مجموعة متنوعة من الحالات الأخرى المصنفة حاليًا بطريقة أخرى. في بدايات القرن العشرين، استُخدم هذا المصطلح وغيره من المصطلحات مثل "السيكوباتيين الدستوريين (الفطريين)'' أو "الشخصيات السيكوباتية '' على نطاق واسع جدًا لتغطية أي شخص ينتهك التوقعات القانونية أو الأخلاقية أو يعتبر بطبيعته غير مرغوب فيه اجتماعيًا بطريقة ما.
انتشر مصطلح الاعتلال الاجتماعي منذ عام 30/ 1929 من قبل عالم النفس الأمريكي جورج إي بارتريدج وكان المقصود منه في الأصل أن يكون مصطلحًا بديلًا للإشارة إلى أن السمة المميزة كانت بمثابة إخفاق واسع النطاق في الالتزام بالمبادئ المجتمعية بطريقة يمكن أن تضر الآخرين. كما ضُيق مصطلح السيكوباتية تدريجيًا إلى المعنى الأخير، بناءً على تفسيرات عمل طبيب نفسي اسكتلندي وخاصة قوائم المراجعة التي قام طبيب نفسي أمريكي بإشاعتها وبعد ذلك عالم نفسي كندي. عُرفت السيكوباتية في هذه الجهة على أنها مجموعة من السمات الشخصية التي يُزعم أنها مرتبطة بالفجور أو الإجرام أو في بعض الحالات بالنجاح الاجتماعي والاقتصادي.
اعتمدت كتيبات التشخيص النفسي الرسمية مزيجًا من الأساليب، واختتمت في النهاية بمصطلح اضطراب الشخصية المعادية للمجتمع أو اضطراب الشخصية غير الاجتماعية. في غضون ذلك، أصبحت مفاهيم السيكوباتيين/ المعتلين اجتماعيًا مشهورة بسوء السمعة بين عامة الناس وكشخصيات في الخيال.

## المؤلفات الأولى
توجد تسميات لأنماط الشخصية والسلوك المتوافق مع السيكوباتية في معظم الثقافات. في المناطق الريفية في نيجيريا، استخدم شعب اليوروبا مصطلح Aranakan  لوصف فرد «يسلك طريقه الخاص دائمًا بغض النظر عن الآخرين، وهو غير متعاون ومليء بالخبث ومتعجرف». وبالمثل، استخدم الإنويت كلمة Kunlangeta لوصف «العقل يعرف ماذا يفعل ولكنه لا يفعله». كتبت عالمة الأنثروبولوجيا النفسية جين إم مورفي أنه في شمال غرب ألاسكا، يمكن تطبيق مصطلح "Kunlangeta" على الرجل الذي يكذب ويخدع ويسرق الأشياء بشكل متكرر ولا يذهب للصيد وعندما يكون الرجال الآخرون خارج القرية، يستفيد جنسيًا من العديد من النساء - الشخص الذي لا يلتفت إلى التوبيخ والذي يتم إحضاره دائمًا إلى كبار السن لمعاقبته.
أحيانًا تجري ملاحظة الأوصاف التاريخية للأشخاص أو الشخصيات في مناقشات السيكوباتية، مع ادعاءات التشابه السطحي أو التشخيص بأثر رجعي -على سبيل المثال، في المقالة القصيرة التي كتبها ثيوفراستوس في اليونان القديمة بشأن الرجل عديم الضمير. من ناحية أخرى، وصِف رجل الدولة العسكري اليوناني القديم السيبياديس بأنه أفضل مثال للشخص السيكوباتي المحتمل- بسبب إخفاقاته غير المنسجمة على الرغم من قدرته وثقة حديثه. غالبًا ما تمثل شخصيات الجنون (مثل المتشردين، والفاجرين، والمجانين)، على الأقل منذ القرن الثامن عشر، صورة للظلام وتهديدًا للمجتمع، كما هو الحال لاحقًا مع «السيكوباتي» - مزيج من مفاهيم الخطورة والشر والمرض.

## المفاهيم الطبية الأولى
بدأت مفاهيم الطب النفسي في التطور في أوائل القرن التاسع عشر والتي غذت إلى حد ما استخدام مصطلح السيكوباتية من أواخر القرن التاسع عشر، عندما كان هذا المصطلح لا يزال له معنى مختلف وأوسع بكثير مما هو عليه اليوم. في عام 1801، أطلق الطبيب النفسي الفرنسي فيليب بينيل هذا المصطلح، بدون حكم أخلاقي، على المرضى الذين بدوا غير متخلفين عقليًا ولكنهم مع ذلك انخرطوا في أعمال اندفاعية وانهزامية.